# Drilidae
Drilidae са семейтво насекоми от разред Coleoptera. Представители са на Палеарктическата екозона. Женските са безкрили, а мъжките имат крила. Наброяват около 230 вида, които са слабо проучени.

## Характеристики
Бръмбарите са малки до средноголеми по размер от 3 до 30 mm дължина на тялото. Притежават добре изразен полов диморфизъм по форма и размер на тялото. Така например африканските Selasia unicolor са около 10 пъти по-едри от мъжките. Мъжките имат нормална анатомична характеристика за бръмбар – с елитри, сложни очи и дълги антенки. Женските обаче нямат криле и наподобяват на ларви.
Възрастните мъжки могат да бъдат откривани по цветовете на растения или други техни части, а женските обитават земята или в черупки от охлюви. Предполага се, че те отделят феромони, които привличат летящите мъжки.
Ларвите са се специализирали като хищници, които залавят, хапят и изяждат различни видове охлюви. Отделят специални ензими, които размекват тъканите на мекотелото, след, което изсмукват хранителното съдържание.